# Xylariaceae
Xylariaceae es una familia de hongos ascomicetos pequeños en el orden Xylariales. Es uno de los grupos de ascomicetos más comúnmente encontrados, y se les encuentra por todas las regiones templadas y tropicales del mundo. Por lo general se les encuentra sobre madera, semillas, frutos, u hojas de plantas, algunos están asociados con nidos de insectos. La mayoría son hongos de madera en descomposición  y muchos son patógenos de plantas.
Un ejemplo de esta familia es Daldinia concentrica.
Los análisis filogenéticos publicados en 2009 indican que existen dos linajes principales en esta familia, Hypoxyloideae y Xylarioideae.

## Géneros
La siguiente es una lista completa de los géneros contenidos en Xylariaceae, basada en el 2007 Outline of Ascomycota. Un signo de pregunta antes del nombre del género indica que la ubicación del taxón en esta familia es incierta.

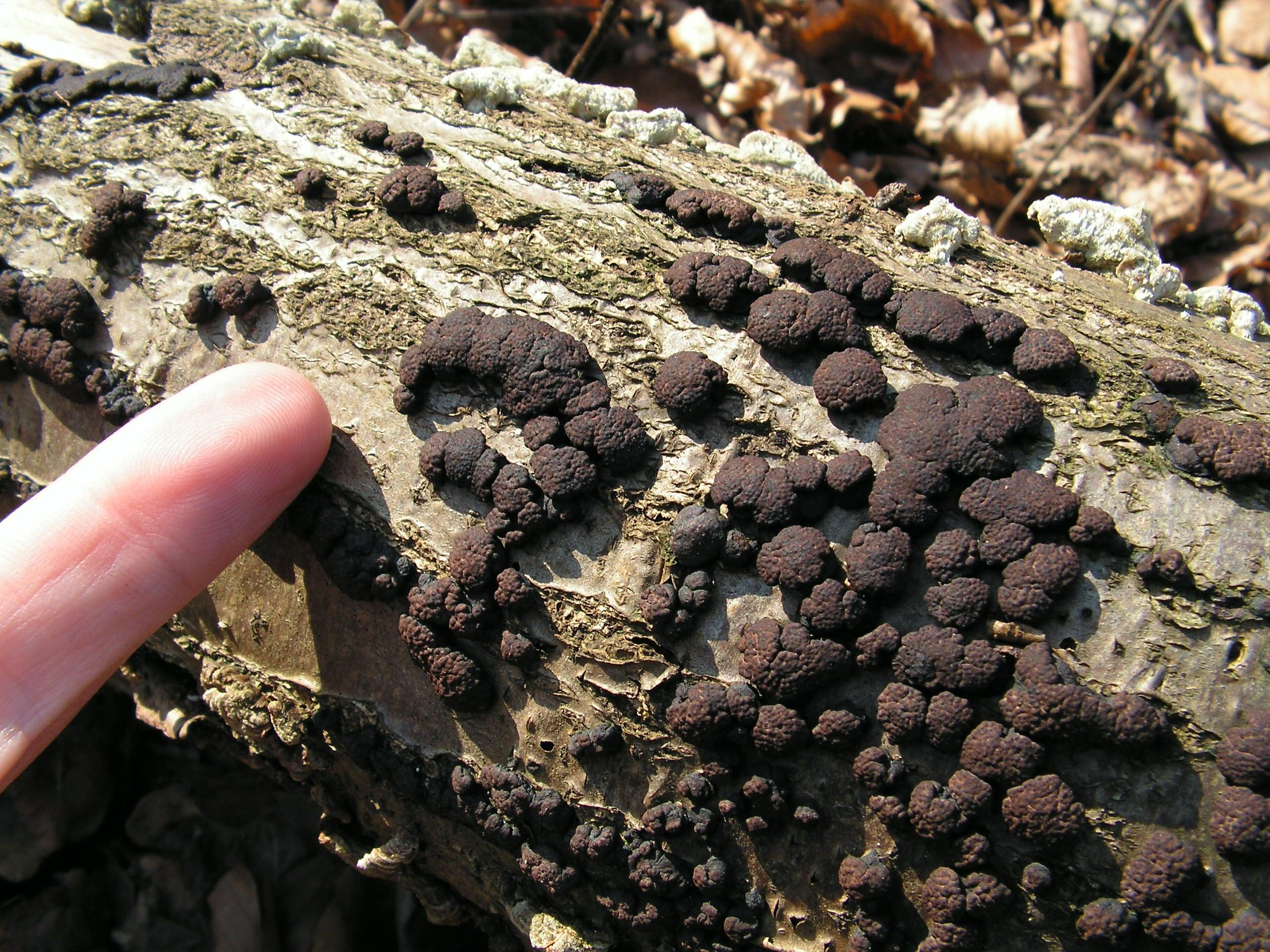
Un representante de género Hypoxylon

Amphirosellinia —
Annulohypoxylon —
Anthostomella —
Appendixia —
Areolospora —
?Ascotricha —
Ascovirgaria —
Astrocystis —
Barrmaelia —
Biscogniauxia —
Calceomyces —
Camillea —
Chaenocarpus —
Collodiscula —
Creosphaeria —
Cyanopulvis —
Daldinia —
Discoxylaria —
?Emarcea —
Engleromyces —
Entoleuca —
Entonaema —
Euepixylon —
Fasciatispora —
Fassia —
Gigantospora —
Guestia —
Halorosellinia —
Helicogermslita —
Holttumia —
Hypocopra —
Hypoxylon —
Induratia —
Jumillera —
Kretzschmaria —
Kretzschmariella —
Leprieuria —
?Leptomassaria —
Lopadostoma —
Muscodor —
Myconeesia —
Nemania —
Nipicola —
Obolarina —
Occultitheca —
Ophiorosellinia —
Pandanicola —
Paramphisphaeria —
?Paucithecium —
Phylacia —
Pidoplitchkoviella —
Podosordaria —
Poroleprieuria —
Poronia —
Pyrenomyxa (=Pulveria) —
Rhopalostroma —
Rosellinia —
Sabalicola —
Sarcoxylon —
?Sclerodermatopsis —
?Seynesia —
Spirodecospora —
Stereosphaeria —
Stilbohypoxylon —
Striatodecospora —
Stromatoneurospora —
Thamnomyces —
Theissenia —
Thuemenella —
Vivantia —
Wawelia —
Whalleya —
Xylaria —
Xylocoremium —
Xylotumulus